# Lufthansa Regional
Lufthansa Regional is een regionale luchtvaartmaatschappij, die onderdeel uitmaakt van de Duitse luchtvaartmaatschappij Lufthansa.

## Partners
Sinds juni 2015, bestaat Lufthansa Regional uit twee partners, die beide volledig behoren tot Lufthansa. Beide voeren regionale vluchten uit vanuit Lufthansa's hubs op Frankfurt en München.
Vluchten onder de vlag van Lufthansa Regional worden geëxploiteerd door de volgende partners:
- Air Dolomiti (vanuit München, opereert ook onder eigen naam)
- Lufthansa CityLine (vanuit Frankfurt en München)

Voormalige maatschappijen die vlogen voor Lufthansa Regional:
- Augsburg Airways (luchtvaartmaatschappij opgeheven)
- Contact Air (luchtvaartmaatschappij opgeheven)
- Eurowings (gefuseerd met Germanwings, nieuwe lowcostmaatschappij binnen Lufthansa)

## Vloot
| Bombardier CRJ900 | 14 | 21 | 84  | Lufthansa CityLine, orders komen van Eurowings |
| Embraer 190       | 9  | 0  | 100 | Lufthansa CityLine                             |
| Embraer 195       | 34 | 0  | 116 | 10 van Air Dolomiti, 24 van Lufthansa CityLine |
| Totaal            | 57 | 21 |     |                                                |